# جورج ال. ویلارد
جورج ال. ویلارد (انگلیسی: George L. Willard; ۱۵ اوت ۱۸۲۷ – ۲ ژوئیهٔ ۱۸۶۳) فرد نظامی اهل ایالات متحده آمریکا بود.